# Municipio de Bristol (Pensilvania)
El municipio de Bristol (en inglés: Bristol Township) es un municipio ubicado en el condado de Bucks en el estado estadounidense de Pensilvania. En el año 2000 tenía una población de 55.521 habitantes y una densidad poblacional de 1,328 personas por km².

## Geografía
El municipio de Bristol se encuentra ubicado en las coordenadas 40°07′00″N 74°51′59″O / 40.11667, -74.86639.

## Demografía
Según la Oficina del Censo en 2000 los ingresos medios por hogar en la localidad eran de $48,090 y los ingresos medios por familia eran $54,308. Los hombres tenían unos ingresos medios de $38,112 frente a los $28,797 para las mujeres. La renta per cápita para la localidad era de $19,090. Alrededor del 7,6% de la población estaban por debajo del umbral de pobreza.